# Luka Cindrić
Luka Cindrić (Ogulin, 1993. július 5. –) horvát válogatott kézilabdázó, a Veszprém HC játékosa.

## Pályafutása

### Klubcsapatban
Pályafutását a HRK Karlovac csapatában kezdte, 2012-ben. A szezon folyamán bemutatkozott az EHF Challenge Cupban is, a bajnokságban pedig 33 mérkőzésen 243 gólt ért el. Második szezonjában 15 találkozón 131 gólt szerzett, majd 2014 januárjában a macedón Metalurg Szkopjéhez igazolt. A 2013–2014-es idényben a Bajnokok Ligájában is pályára léphetett. 2015 nyarán a Vardar Szkopje igazolta le, akikkel 2016-ban és 2017-ben is bajnoki címet nyert. A 2016–2017-es Bajnokok Ligája sorozat négyes döntőjének egyik legjobbja volt Ivan Čupić mellett. A Vardar utóbbi játékos utolsó percben lőtt góljával győzte le 24-23-ra a Barcelonát Párizsban.
2018-tól egy szezonon át a lengyel bajnok KS Vive Tauron Kielce csapatában játszott. 2019 nyarán a Barcelona igazolta le. Edzője, Xavier Pascual Fuertes 2021-ben a román bajnok Dinamo Bucureștihez igazolt, Cindrić 2023-ban követte őt. 2024-ben együtt nyerték meg a román bajnokságot, majd együtt igazoltak a magyar bajnok Veszprém HC-hez.

### A válogatottban
2013-ban negyedik helyen végzett a junior-világbajnokságon a horvát korosztályos válogatottal. 2014. április 5-én mutatkozott be a horvát válogatottban. 2016-ban Európa-bajnoki bronzérmet szerzett a Lengyelországban rendezett kontinenstornán.

## A pályán kívül
Fiatal korában kipróbálta a labdarúgást is, az NK Ogulin és az NK Karlovacban játszott, tizennégy éves korában azonban visszautasította a Dinamo Zagreb ajánlatát.

## Sikerei, díjai
RK Vardar Szkopje
- Macedón bajnok: 2016, 2017, 2018
- Macedón kupagyőztes: 2016, 2017, 2018
- Macedón Szuperkupa-győztes: 2017
- Bajnokok Ligája-győztes: 2017
- SEHA-liga-győztes: 2017, 2018

FC Barcelona
- Spanyol bajnok: 2020, 2021, 2022, 2023
- Bajnokok Ligája győztes: 2021, 2022

Dinamo București
- Román bajnok: 2024

One Veszprém KC
- Magyar bajnok: 2025